# Christian Kane
Christian Kane (Dallas, Texas, 27 juni 1972) is een Amerikaanse acteur en zanger/tekstschrijver. Hij speelde onder meer in Angel, als advocaat Lindsey McDonald en in Leverage. Hij is de zanger van de country rockband Kane.
Hoewel in Texas geboren, verhuisde Kane met zijn familie naar het zuiden en het middenwesten van de Verenigde Staten voor zij terechtkwamen in Norman, Oklahoma. Terwijl hij kunstgeschiedenis studeerde aan de Universiteit van Oklahoma, kreeg Kane de ambitie acteur te worden en ging hij naar Los Angeles om daar een opleiding te voltooien.

## Filmografie
Acteur
| Titel                                                  | Rol                                              |
| ------------------------------------------------------ | ------------------------------------------------ |
| Fame L.A. (1997) televisieserie                        | Ryan "Flyboy" Legget                             |
| Rescue 77 (1999) televisieserie                        | Wick Lobo                                        |
| Edtv (1999)                                            | P.A.                                             |
| Angel (1999-2001, 2003-2004) televisieserie            | Lindsey McDonald                                 |
| The Broken Hearts Club: A Romantic Comedy (2000)       | Idaho man                                        |
| Love Song (2000)                                       | Billy Ryan Gallo                                 |
| Dawson's Creek (2001) televisieserie                   | Nick Taylor                                      |
| Crossfire Trail (2001)                                 | John Thomas Langtston                            |
| Summer Catch (2001)                                    | Dale Robin                                       |
| Life or Something Like It (2002)                       | Cal Cooper                                       |
| The Crooked E: The Unshredded Truth About Enron (2003) | Brian Cruver                                     |
| Just Married (2003)                                    | Peter Prentiss                                   |
| Secondhand Lions (2003)                                | Jonge Hub                                        |
| The Plight of Clownana (2004)                          | Christian                                        |
| Las Vegas (2004) televisieserie                        | Bob                                              |
| Taxi (2004)                                            | Agent Mullins                                    |
| Friday Night Lights (2004)                             | Brian                                            |
| Into the West (2005) tv-miniserie                      | Abe Wheeler                                      |
| Her Minor Thing (2005)                                 | Paul                                             |
| Keep Your Distance (2005)                              | Sean Voight                                      |
| 24: The Game (2006) Videogame                          | Peter Madsen                                     |
| Close to Home (2005-2006) televisieserie               | Jack Chase                                       |
| Four Sheets to the Wind (2006)                         | David                                            |
| Hide (2008)                                            | Billy                                            |
| Leverage (2008-2012) televisieserie                    | Eliot Spencer / Jonge Steve Reynolds / Luitenant |
| Not Since You (2009)                                   | Ryan Roberts                                     |
| The Donner Party (2009)                                | Charles Stanton                                  |
| Good Day for It (2011)                                 | Dale Acton                                       |
| 50 to 1 (2014)                                         | Mark Allen                                       |
| All Stars (2014)                                       | Jim Hall                                         |
| Heaven Sent (2016)                                     | Billy Taylor                                     |
| The Terror of Hallow's Eve (2017)                      | Bobby                                            |
| Christmas in the Heartland (2017)                      | Jeff Gentry                                      |
| Tinker (2017)                                          | Boudreaux                                        |
| Supernatural (2019)                                    | Lee Webb                                         |
| Almost Paradise (2020-heden) tv-serie                  | Alex Walker                                      |

## Discografie

### metKane
- Kane (2001)
- Acoustic Live in London! (2005) (livealbum)

### Solo
- Robert J. Kral - Angel: Live Fast, Die Never (Music from the TV Series) (2005) (gastoptreden)
- The House Rules (2010)

- Biblioteca Nacional de España: XX1666015
- Bibliothèque nationale de France: cb16163801p (data)
- Gemeinsame Normdatei: 1151339210
- International Standard Name Identifier: 0000 0001 1483 0820
- Library of Congress Control Number: no2005072253
- MusicBrainz: d46a3147-65a4-4ecc-a25e-9e60d84a7341
- Nationale Bibliotheek van Israël: 987007455282805171
- Nationale Bibliotheek van Polen: a0000001257142
- Système universitaire de documentation: 241651980
- Virtual International Authority File: 163457393
- WorldCat: E39PBJwHktPfXvqqyBk8PBdvpP